# Treme
Treme es una serie creada por David Simon y Eric Overmyer. Tremé es un vecindario de la ciudad de Nueva Orleans. La serie comienza tres meses después del Huracán Katrina donde los residentes de Nueva Orleans, incluyendo músicos, chefs, indios del Mardi Gras y demás ciudadanos tratarán de reconstruir sus vidas, sus casas y su singular cultura en una ciudad castigada por las secuelas del Katrina. En palabras del propio Simon "de lo que de verdad habla Treme es de la importancia de la cultura en la vida de una ciudad americana, quizá la más especial de todo el país como es Nueva Orleans".
La serie debutó el 11 de abril de 2010, en el canal estadounidense HBO con un episodio piloto de 80 minutos de duración, el primero de 10 episodios que completarían la primera temporada. El 24 de abril de 2011 se estrenó la segunda temporada de la serie, contando esta vez, con 11 capítulos en la temporada. El 23 de septiembre de 2012 se estrenó la tercera temporada de la serie, contando de nuevo con 10 capítulos al igual que la primera temporada. La serie finalizó con una cuarta temporada de 5 capítulos, emitiéndose el primer episodio el 1 de diciembre de 2013, y el quinto y último el 29 de ese mismo mes.

## Producción

### Creación
Simon y Overmyer trabajaron primero como guionistas en Homicide: Life on the Street, donde se hicieron amigos. Volvieron a colaboran juntos en The Wire, donde Overmyer se unió como consultor productivo y guionista en 2006. Treme empezó a ser desarrollada por la HBO en 2008, poco tiempo después de que finalizara The Wire. Estaba previsto que la serie se centrara en la clase trabajadora del barrio de Tremé, siendo uno de los argumentos de la serie las consecuencias que generó el Huracán Katrina en la ciudad  y centrándose en una parte más pequeña que la serie The Wire que abarcaba una ciudad entera.
Overmyer vivió parte de su vida en Nueva Orleans y Simon creyó que su experiencia sería válida para poder desarrollar las historias de esta ciudad. Simon declaró que la serie exploraría la cultura de Nueva Orleans incluyendo la escena musical para abarcar la corrupción política, la controversia con la vivienda pública, el sistema de justicia penal, los enfrentamientos entre la policía y los indios de Mardi Gras y la lucha por recuperar la industria del turismo después de la tormenta. Simon pidió ayuda para desarrollar la serie a varios músicos de Nueva Orleans, Donald Harrison Jr., Kermit Ruffins, y Rogan Davis y la chef local Susan Spicer.

### Desarrollo
En 2008 la HBO encargó un primer episodio, no dando luz verde para realizar la primera temporada hasta un tiempo después de haber grabado el episodio piloto. Este primer episodio fue presentado en la gira veraniega de la Asociación de Críticos de Televisión. Simon esperaba rodar el episodio piloto de la serie en 2008 y seguir filmando en 2009 si aceptaban rodar la temporada entera. La serie se planteó de forma que la mayoría de las veces el escenario fuese la propia ciudad, rodando gran parte de las secuencias en la misma ciudad e impulsando así la economía de Nueva Orleans.
Finalmente, no se inició la filmación hasta el 9 de marzo de 2009 en Nueva Orleans. Agnieszka Holland, la galardonada directora polaca, fue contratada para dirigir el piloto. Esta directora ya había trabajado previamente con los creadores de The Wire, dirigiendo tres episodios de la serie. Después de que el piloto fuese escrito, la HBO encargó el guion del resto de la primera temporada.

### El equipo
David Simon es ya un veterano en la HBO, habiendo creado series como The Corner, The Wire o Generation Kill y siendo además el productor ejecutivo de estas. Overmyer por su parte es un experimentado guionista y escritor, además de ser también productor ejecutivo. Ambos trabajaron previamente juntos en Homicide: Life on the Street y The Wire.